# 장마
장마는 6월 하순에서 7월 하순의 여름에 걸쳐서 동아시아에서 습한 공기가 전선을 형성하며 남북으로 오르내리면서 많은 비를 내리는 현상을 가리키는 말로, 그 시기를 장마철이라 한다. 구우(久雨)라고도 한다. 이는 동아시아 지역 특유의 기상 현상이며, 러시아어로는 자땨쥐늬예(затяжные), 일본어로는 쓰유(훈독) 또는 바이우(음독)(일본어: 梅雨) 관화로는 메이위(중국어: 梅雨)라고 부른다.

## 개요
북태평양 고기압은 겨울 동안 하와이 부근에 있다가, 여름이 가까워지면 점차 서쪽으로 세력을 키워 6월 말경에 한국의 남쪽 바다까지 그세력에 영향이 간다. 한편 겨울에 얼음으로 덮여 있다가 봄이 되면서 녹기 시작하는 오호츠크해는 시베리아대륙에서도 눈이 녹은 물이 흘러들어오기 때문에, 대륙에 비해 온도가 10 °C 정도 낮다. 따라서 이 지역에 찬공기가 쌓여서 오호츠크해 고기압이 만들어진다. 이 고기압은 한랭습윤한 해양성기단이다. 오호츠크해 고기압과 북태평양 고기압은 온도차가 크기 때문에 두 고기압 사이에 뚜렷한 전선이 생기며 수렴대(收斂帶)가 만들어져 한국 상공에 머물면서 장마가 시작된다. 장마전선은 규칙적으로 북쪽으로 올라가는 것이 아니고, 남쪽과 북쪽의 고기압 세력에 따라 남쪽과 북쪽을 오르락내리락하게 된다. 장마 초기에는 보슬비가 계속 내려 저온현상이 나타난다. 그 뒤에 북태평양 고기압의 세력이 커져서 장마전선이 한국에 상륙하면 강한 비가 내리기도 한다. 장마 기간에도 북쪽 고기압의 세력이 한때 커지면 시원하고 맑은 날씨가 된다. 그러나 맑은 날씨는 오래 가지 않는다. 특히 장마전선이 태풍과 만나서 상호작용을 하게 되면, 집중호우가 내려 홍수를 일으키므로 막대한 피해가 발생한다.

## 정의

### 일반적인 정의
일반적으로는 "오랫동안 계속해서 내리는 비"를 말한다.

### 기상학에서의 정의

일기도 정체전선 기호

기상학에서는 "장마전선(정체전선)의 영향을 받아 비가 오는 것"을 말한다.
형성된 장마전선이 한반도 주위를 남북으로 왔다갔다 하게 되는데, 이때 비가 내리게 된다. 이때 내리는 비를 장마 또는 장맛비라고 정의한다. 주로 여름에 생기는 현상으로, 여름 장마라고 하기도 한다.

### 어원
1500년대 중반에 나온 '길다'라는 의미의 한자어인 '장(長)'과 비를 의미하는 '마ㅎ'를 합성한 '댱마ㅎ'를 장마 어원으로 추정한다. 1700년대 후반에는 '쟝마'로 표기하기 시작했고, 일제강점기 이후부터 지금 '장마'로 쓰고 있다.

## 장마전선

2017년 7월 4~7일, 한반도 중남부에 걸친 장마전선 변화도

장마전선(—前線)은 주로 정체전선으로 나타나는데 북태평양의 덥고 습한 고기압과 오호츠크해의 차고 습한 고기압이 만나거나 북태평양 고기압과 대륙 고기압이 만날 때 긴 장마전선을 형성한다. 이 장마전선은 북태평양 고기압의 세력이 약한 6월 중순까지는 일본 남쪽 해상인 오키나와섬 이남에 머물다가 북태평양 고기압의 세력이 강화되면서 점차 북상해 6월 하순에는 일본 열도, 7월에는 오호츠크해 고기압(또는 대륙 고기압)의 세력이 약해져 한반도의 중부 지방에 자리잡게 된다. 7월 하순이면 만주 지방으로 올라가면서 전선이 소멸한다. 그러나 8월까지 남아 있는 경우가 종종 있다(특히 최근). 장마전선은 두 고기압의 크기에 따라 위아래로 오르내리며 비를 뿌리게 된다. 폭우로 큰 피해를 주기도 한다.
그러나 2010년이 되면서 장마의 경향이 바뀌고 있는데 그 전까지는 두 고기압이 남북으로 대치하면서 편서풍이 잘 불 수 있는 상황이어서 바람의 동서흐름이 강하여 장마전선 남북 진동 폭이 좁아 주로 우리나라 북부지방을 중심으로 비가 내렸지만 최근 남동쪽으로 2km 상공의 뜨거운 저기압이 자리잡고 북쪽으로 북태평양 고기압이 자리잡고 서쪽으로는 오호츠크해•베링해 고기압이, 즉 서쪽으로 고기압이 크고 강하게 자리 잡으면서 편서풍이 약화되고 바람의 남북으로 강하게 불기 시작하면서 장마전선의 남북 진동이 커지면서 중부 지방에도 많은 비가 내리기 시작했다. 또한 남북진동이 강하다 보니 장마예보가 많이 빗겨나가고 있다.

## 마른장마
장마전선(정체전선)이 형성됐지만, 형성된 장마전선이 한반도에 접근하지 않거나, 활동이 약한 경우, 그래서 비가 오지 않거나, 적게 내리는 경우를 말한다. 장마전선 자체는 형성된 상태이다.

## 가을장마
가을에 북태평양 고기압이 약해지고 대륙의 찬 고기압 세력이 강해지면서 전선이 남하하면서 여름 장마와 비슷한 궂은 날씨를 만들기도 한다. 여름 장마처럼 뚜렷하지는 않다. 특히 이 무렵은 한반도에 태풍이 자주 찾아올 무렵이라 피해를 주기도 한다.

## 같이 보기
- 정체전선
- 온대저기압
- 우기